# خير الله سعيد والي
خير الله سعيد والي هو حاكم هراة التابع لحركة طالبان ووزير الثقافة والإعلام الحالي، اعتقلته الولايات المتحدة خارج نطاق القانون في معتقل غوانتانامو في كوبا. وأطلق سراحه في أواخر مايو 2014 مع أربعة أخرين المعروفين بـ رجال طالبان الخمسة في صفقة تبادل أسرى مقابل الجندي الأمريكي بو روبرت بيرغدال بوساطة قطرية بشرط الإقامة في قطر لمدة عام. يشار إليه بلقب "الملا"، وهو لقب يُطلق كتشريف لكبار رجال الدين المسلمين في أفغانستان.
تقول التقارير أنه كان على علاقة مباشرة بزعيم القاعدة أسامة بن لادن وقائد طالبان الملا محمد عمر.

## حياته
ولد في عام 1967 في قندهار بأفغانستان. ودرس العلوم الشرعية في باكستان، جنبا إلى جنب مع زعماء طالبان.
شغل العديد من المناصب الحكومية من قبل حركة طالبان، بما في ذلك قيادة الشرطة في كابول، وأخيرًا حاكم مقاطعة هيرات.
وكان وزير الداخلية في حكومة طالبان في عام 1997 و1998. بعض التقارير تضيف أن كان بمثابة وزير الإعلام، وكان أيضًا بمثابة وزير الشؤون الخارجية والمتحدث باسم طالبان، حيث أجرى المقابلات مع هيئة الإذاعة البريطانية وصوت أمريكا.
أرسلت أمريكا طائرة هليكوبترمع فريق كوماندوس لاعتقال خير الله، ولكن فضّلت القوات الأمريكية السماح لباكستان باعتقاله بعد إمداد الباكستانيين بالمعلومات عنه، ونقلته وكالة المخابرات المركزية الأمريكية إلى كويته، ومن ثم تم إرساله إلى غوانتانامو.
وصل خير الله إلى غوانتانامو في 1 مايو 2002، وتم احتجازه لمدة 12 عامًا.
في أوائل عام 2011، طالب حامد كرزاي طالب بإطلاق سراحه، وقال مدير مركز النزاعات ودراسات السلام في كابول «أن الإفراج عنه سوف يكون خطوة مؤثرة في عملية السلام»، وأن «السيد خير الله محترم عند طالبان».